# Klínovec
Klínovec är ett berg i Tjeckien. Det ligger i den nordvästra delen av landet. Toppen på Klínovec är 1 244 meter över havet. Berget ligger nära gränsen mot Tyskland.
Klínovec är den högsta punkten i Krušné hory (tyska: Erzgebirge). Närmaste samhälle är Oberwiesenthal (på den tyska sidan).